# Richard Ridings
Richard Ridings (19 de septiembre de 1958) es un actor británico, conocido por su papel de Alan Ashburn en la serie Fat Friends, y por hacer de Bernard Green en la comedia Common as Muck.

## Primeros años
Ridings nació en Henley-on-Thames, Oxfordshire.

## Carrera
Ha aparecido en series y producciones como Clockwise, The Ink Thief, Enano Rojo, Randall and Hopkirk (Deceased), ¿Quién engañó a Roger Rabbit?, Criaturas feroces e hizo de Silas en Highlander (serie de televisión). Ridings presta su voz a Papá Pig en el doblaje en inglés de la serie animada Peppa Pig, a Padre Navidad y al Jefe Duende en El Pequeño Reino de Ben y Holly, y a Grooby en Q Pootle 5. En 2005, obtuvo el papel principal en Clement Doesn't Live Here Anymore, haciendo de un fantasma ninfómano con sobrepeso junto a Steve Furst y Amanda Abbington. La segunda temporada fue retransmitida en mayo de 2007.
Ridings también ha doblado videojuegos; prestó su voz a Sarge en Quake III Arena, al Mentor en Dungeon Keeper y Dungeon Keeper 2, Mendechaus en War for the Overworld, Roach en Heavenly Sword, General Pig en Puppeteer,  y a Giles el Granjero en Fable II. En 2010 le prestó su voz a Pigsy, en el videojuego Enslaved: Odyssey to the West y a Cornell en Castlevania: Lords of Shadow. En 2011 le dio voz a Miqol, en Xenoblade Chronicles y en 2013 al Cazador en DmC: Devil May Cry, a Daemon Lord en Castlevania: Lords of Shadow - Mirror of Fate y a Green Man en Tearaway.
Ridings hizo del simio "Buck" en la precuela de  "Planet of the Apes", Rise of the Planet of the Apes, estrenada en agosto de 2011. Ridings también narra el videojuego de 2015, War for the Overworld. En 2015, hizo de Mr Bumble en la miniserie Dickensian.

## Filmografía
- Lassiter (1984) - Guardia alemán #2
- Clockwise (1986) - Policía
- El cuarto protocolo (1987) - Neonazi
- Billy the Kid and the Green Baize Vampire (1987) - Egypt
- ¿Quién engañó a Roger Rabbit? (1988) - Angelo
- Erik el Vikingo (1989) - Thorfinn Skullsplitter
- King of the Wind (1990) - Carcelero
- Different for Girls (1996) - (No acreditado)
- The Wind in the Willows (1996) - El guardia
- Criaturas feroces (1997) - Hugh Primates
- No hay pelotas (1998) - Frank
- Juana de Arco (1999) - La Hire
- El pianista (2002) - Mr. Lipa
- Puckoon (2002) - Alex Walker
- Rolo y el secreto del guisante (2002) - Rey Windham / Button (voz)
- Lara Croft Tomb Raider: La cuna de la vida (2003) - Mr. Monza
- Frozen (2005) - Lorry Driver
- The Brothers Grimm (2005) - Bunst
- Oliver Twist (2005) - Warder
- Amazing Grace (2006) - Speaker of the House
- Faintheart (2008) - Collin
- Creation (2009) - Thatcher
- Rise of the Planet of the Apes (2011) - Buck
- Peppa Pig: Flying a Kite and Other Stories (2012) - Papá Pig (voz)
- The Scapegoat (2012) - Landlord
- National Theatre Live: This House (2013) - Joe Harper
- Jack y la Mecánica del Corazón (2013) - Arthur (Versión inglesa, voz)
- El médico (2013) - Tough Guy
- Dickensian (2015-2016) - Mr Bumble
- The Carer (2016) - Landlord
- Thunderbirds Are Go Bob Gray
- Una película Tearaway Unfolded (2025) - El hombre verde (voz)